# José Mariano Salas
José Mariano Salas (Città del Messico, 11 maggio 1797 – Città del Messico, 24 dicembre 1867) è stato un generale e politico messicano.
È stato Presidente del Messico per due periodi, dal 5 agosto 1846 al 23 dicembre 1846 e dal 21 gennaio 1859 al 2 febbraio 1859, in questo secondo periodo però era presidente provvisorio in base al piano di Tacubaya.
Inoltre è stato membro, nel periodo 1863-1864, del triumvirato esecutivo reggente del Secondo Impero messicano che ha inviato i rappresentanti per invitare Massimiliano I del Messico a salire sul trono. Insieme a lui facevano parte del triumvirato reggente Juan Almonte e Antonio de Labastida.